# 河亨柱
河 亨柱（ハ・ヒョンジュ、1962年6月3日 - ）は、韓国慶尚南道晋州市出身の柔道家、教育者、政治家。1984年ロサンゼルスオリンピック柔道95kg級金メダリスト。安柄根（71kg級）と共に、韓国に初のオリンピック柔道金メダルをもたらした。現韓国東亜大学校教授。身長184cm。

## 経歴
- 1984年ロサンゼルスオリンピック柔道95kg級金メダリスト[1]。1986年にソウルで開催された1986年アジア競技大会の95kg級（当時）も連覇し、1988年ソウルオリンピックへ向け国民的英雄となった。
- 釜山市市議会議員時代、自ら釜山市への誘致を提案し実行委員を務めた2002年アジア競技大会において、聖火点火を同じくオリンピック柔道金メダリストである朝鮮民主主義人民共和国（北朝鮮）のケー・スンヒ選手と2人で行った。
- 柔道を始める前は、韓国の伝統的格闘技シルムの選手であった。高校時代に1976年モントリオールオリンピック銅メダリストの趙在基に勧誘され、柔道へ転向。
- 国立釜山体育高等学校、東亜大学校卒業。最終学歴はブリティッシュコロンビア大学である。
- 成均館大学校スポーツ心理学博士[2]
- 日本に留学経験（南山大学・中京大学）あり。
- オリンピック・メダリスト国外留学プログラムにより2003年より2年間アメリカへ留学。サンフランシスコ州立大学一般心理学科等で学んだ。
- 現在、韓国釜山市にある母校東亜大学校で教授を務める。同大ホームページによると、体育学科での担当教科はスポーツ心理学および発達・発育である。
- PeaceK（社団法人平和運動連合）にて体育青少年委員長を務める。
- 2008年4月、第18代国会議員選挙に、ハンナラ党より釜山広域市海雲台区・機張郡選挙区（乙）より出馬を模索するも、安炅律（アン・ギョンニュル）に僅差で敗れる。

## エピソード
- 日本への留学経験があり、日本語を学術・教育活動が可能な程度に非常に流暢に話すことができる。しかし、アメリカ留学時には英語で苦労したとされる。
- 慶尚道方言を話す。

## 関連人物
- 白石安男 - 東京理科大学経営学部准教授。日本留学時に武道、学術研究の両面より支援した。[3]
- 安柄根 - ロサンゼルスオリンピック柔道71kg級金メダリスト
- ケー・スンヒ（桂順姫） - 朝鮮民主主義人民共和国（北朝鮮）の女子柔道選手
- キム・ミンジュン（金民俊） - 俳優 東亜大学競技指導科出身。学生時代、選択科目として柔道を選択し、河亨柱より直接指導を受けた。

## 主な戦績
- 1981年 - アジア選手権　95kg級　2位　無差別　優勝
- 1981年 - 世界選手権　3位
- 1982年 - 世界学生　3位
- 1983年 - 正力国際　無差別　2位
- 1984年 - フランス国際　優勝
- 1984年 -　アジア選手権　2位
- 1984年 - ロサンゼルスオリンピック　優勝
- 1985年 - ユニバーシアード　優勝
- 1985年 - 世界選手権　2位
- 1986年 - アジア大会　優勝
- 1987年 - 世界選手権　3位